# NGC 5895
NGC 5895 је спирална галаксија у сазвежђу Волар која се налази на NGC листи објеката дубоког неба.
Деклинација објекта је + 42° 0' 28" а ректасцензија 15h 13m 50,1s. Привидна величина (магнитуда) објекта NGC 5895 износи 14,3 а фотографска магнитуда 15,0. NGC 5895 је још познат и под ознакама MCG 7-31-43, CGCG 221-42, PGC 54366.